# Тупінамбаранас
Тупінамбара́нас (Тупінамбарана, порт. Ilha Tupinambarana; ісп. Tupinambaranas, Tupinambarana) — колишній річковий острів у Бразилії, штат Амазонас, що утворився між річками Амазонка, Мадейра та рукавом останньої Кануман.

## Географія
Загальна площа острова становить 11 850 км². Це друга за величиною група річкових островів у світі після острова Бананал.
Острів розташований в межах Амазонської низовини. Весь острів покритий болотистою низовиною, що призводить до регулярних затоплень в період великих паводків.
Острів вкритий лісами, що робить важким сполучення. Тому до нього можна дістатись тільки літаками та річками.
На заході острова знаходиться досить велике озеро Мірітуба, з'єднане з Амазонкою протоками.
Найбільше місто острова — Парінтінс, відоме своїм фольклорним фестивалем. Інші великі поселення - Урукурітуба, Нова-Олінда-ду-Норте. Є також залишки японського поселення 1930-их років, яке було засноване для вирощування джуту.
В процесі повеней був розділений на чотири цілком окремі частини (острови) природними каналами. До розділення посідав 66-те місце у світі за площею серед островів.